# Bateria de ion potássio
Uma bateria de íons de potássio ou bateria K-ion (abreviada como KIB) é um tipo de bateria e analógica para baterias de íons de lítio, usando íons de potássio para transferência de carga em vez de íons de lítio. Foi inventado pelo químico iraniano Ali Eftekhari , Presidente da American Nano Society, em 2004.

## Protótipo
O dispositivo protótipo usou um ânodo de potássio e um composto azul da Prússia como material catódico por sua alta estabilidade eletroquímica. O protótipo foi usado com sucesso por mais de 500 ciclos.

## Vantagens
Juntamente com a bateria de íons de sódio, a bateria de íons de potássio é a principal candidata a substituir as baterias de íons de lítio. O design da célula é simples e, tanto o material quanto o procedimento de fabricação, são mais baratos. A principal vantagem é a abundância e o baixo custo do potássio em comparação com o lítio, o que torna a bateria de potássio uma candidata promissora para baterias de grande escala, como armazenamento doméstico de energia e veículos elétricos.

### Densidade gravimétrica e volumétrica de alta energia
Dentro de uma bateria de íons de lítio, normalmente se encontra um cátodo feito de óxido de cobalto e lítio e um ânodo feito de grafite. Mas se alguém substituir um óxido de cobalto e lítio por óxido de cobalto e potássio, o desempenho diminuirá, pois é menos denso em energia. Assim, a equipe decide aumentar o desempenho do potássio, substituindo também o ânodo de grafite por metal de potássio. O problema presente nessas baterias é a 'formação de dendritos'. Com o tempo, à medida que a bateria passa por ciclos repetidos de carga e descarga, pedaços de metal começam a se prender ao ânodo. E os dendritos são formados devido à longa deposição, não uniforme e ramificada, de metal potássio. Se crescerem demais, eventualmente perfuram a membrana isolante que separa o ânodo do cátodo e causa um curto-circuito na bateria. Ele pode incendiar o eletrólito orgânico do dispositivo e reduzir efetivamente a vida útil da bateria.
No entanto, os pesquisadores, operando a bateria a uma taxa de carga e descarga relativamente alta, podem aumentar a temperatura dentro da bateria de uma maneira bem controlada e incentivar os dendritos a se auto-curarem do ânodo. Eles podem controlar com precisão o calor dentro da bateria para que não derreta o metal de potássio, mas ajuda a ativar a difusão da superfície, para que os átomos de potássio se movam lateralmente para fora da "pilha" criada.

## Bateria de potássio biológica
A característica interessante e única da bateria de íons de potássio, em comparação com outros tipos de baterias, é que a vida no planeta é de alguma forma baseada em baterias de íons de potássio biológicas. K+ é o principal transportador de carga nas plantas. A circulação de íons K+ facilita o armazenamento de energia nas plantas, formando baterias de potássio descentralizadas. 